# Flight Design
Flight Design General Aviation GmbH (anteriorment Flight Design GmbH) és una empresa alemanya que dissenya i fabrica aeronaus, que té la seva base a Eisenach i anteriorment l'havia tingut a Leinfelden-Echterdingen i Kamenz.

## Història
L'empresa va començar a construir ala deltes i parapents en els anys 80, i ultralleugers en el 1993.
La sèrie CT va fer el seu primer vol el mes de març de 1996 i va entrar en producció el 1997. Els models de la línia CT poden ser pilotats en molts països amb la llicència d'aviació ultralleugerat. La feina de disseny i d'enginyeria originals es van dur a terme a Alemanya, però la producció i el muntatge de l'aeronau es va establir a Kherson, Ucraïna, per tal d'abaixar costos de producció.

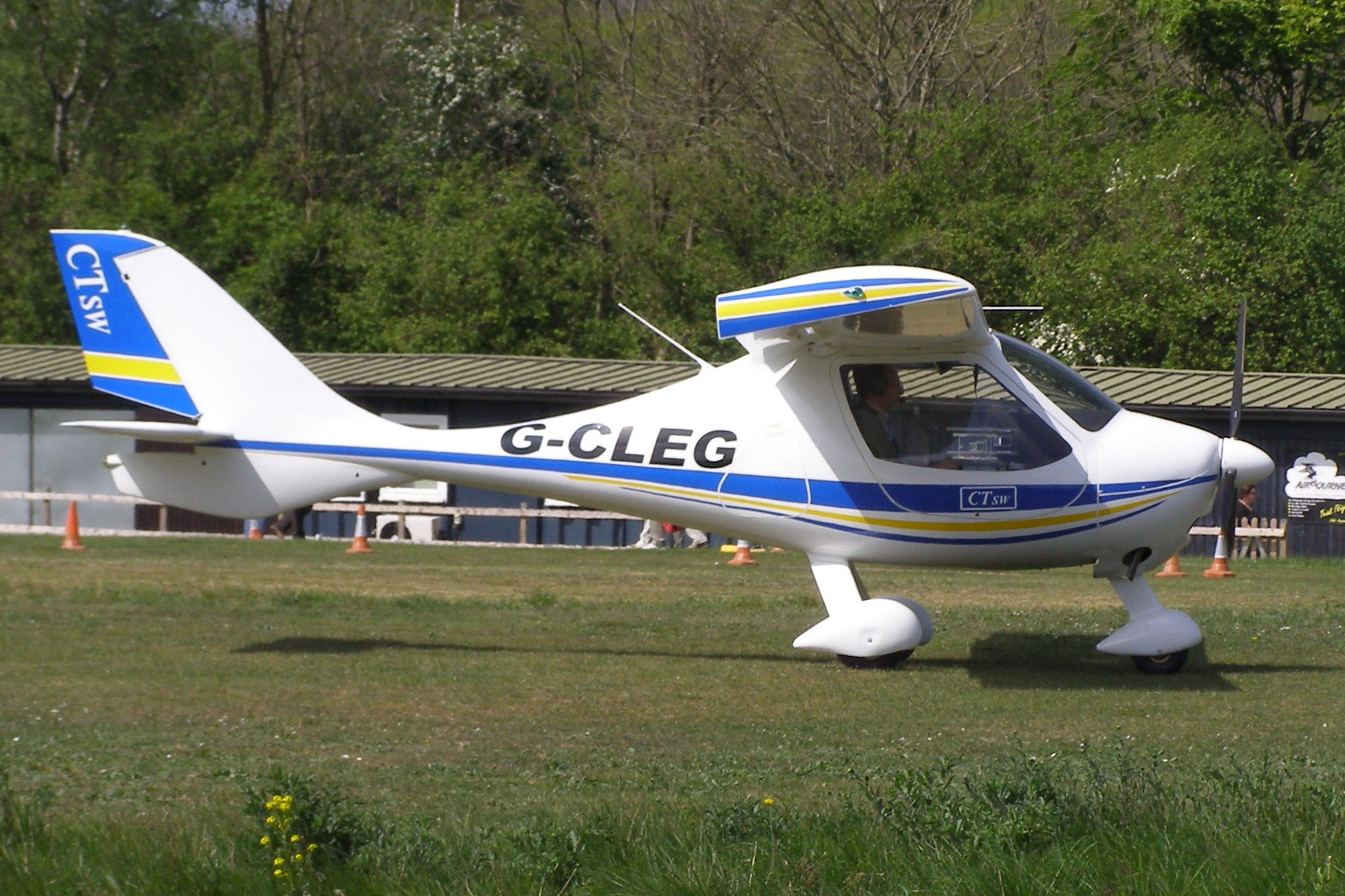
Flight Design CTSW

El febrer de 2011, l'empresa va anunciar que estava desenvolupant un disseny de quatre places amb la designació C4. El mes de febrer de 2016, l'empresa va entrar en suspensió de pagaments, a causa de la seva gran càrrega de deute. L'advocat Knut Rebholz, un soci de la firma Mönning & Partner, va esdevenir l'administrador provisional de l'empresa.

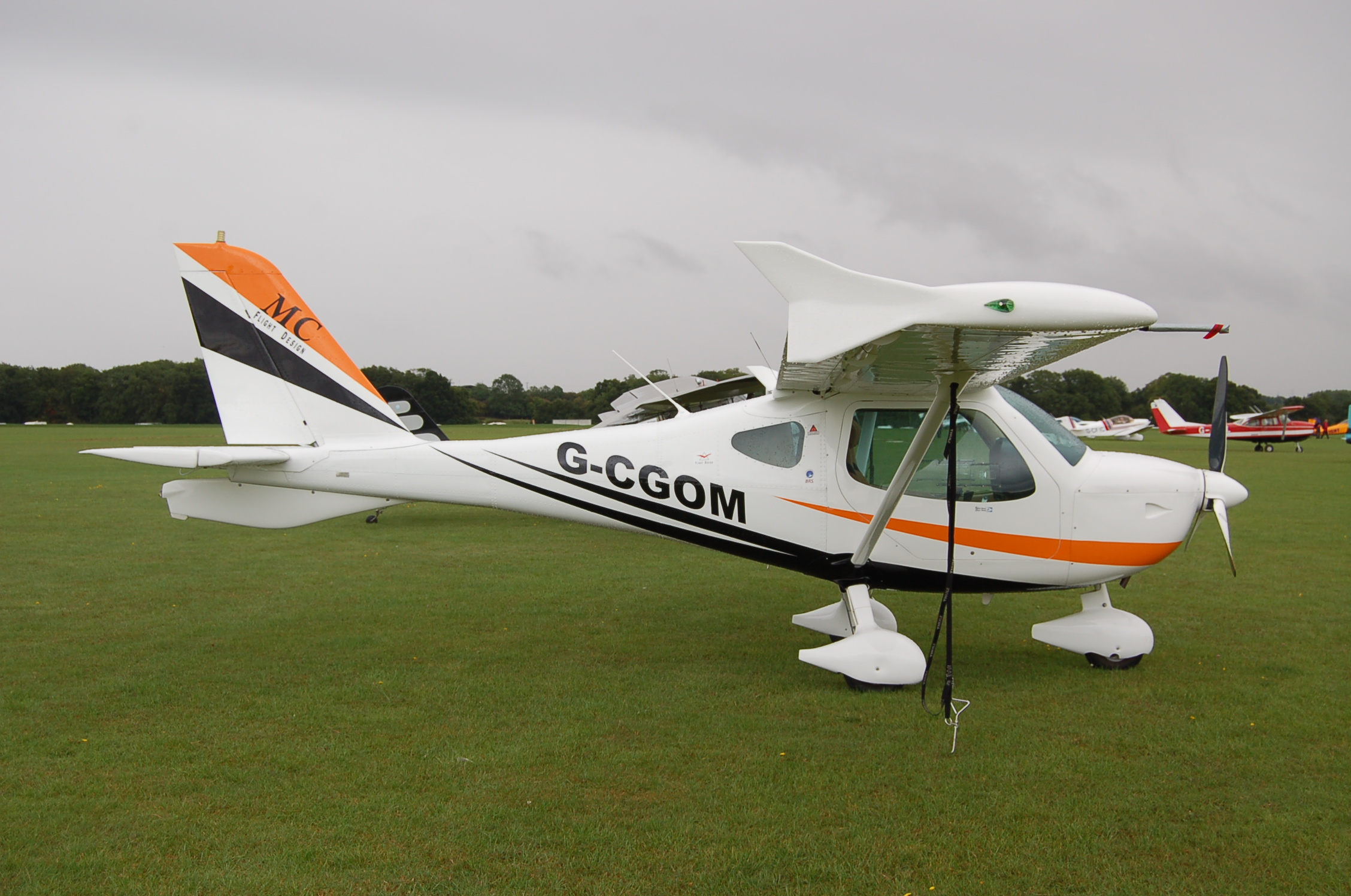
Flight Design MC

El mes d'abril de 2017, en col·laboració amb Vessel Co. de Corea del Sud, l'empresa va introduir el KLA-100, una avioneta d'ala baixa. Tanmateix, el juny de 2018 el disseny no apareixia en producció al llistat de la pàgina web de l'empresa.

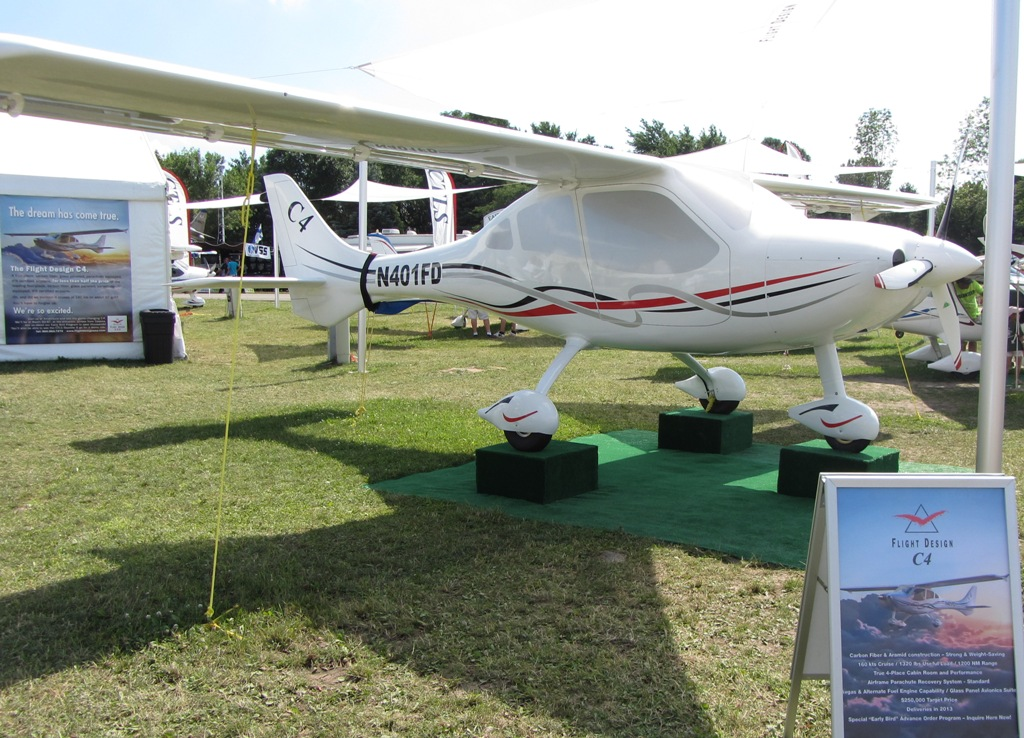
Flight Design C4 mockup

El juliol de 2017, l'organització, les instal·lacions de producció a Kherson i els drets de fabricació de totes les sèries CT (CTSW, CTLS, CTSL Supralight, CTLSi, CTLE) van ser comprats per Lift Air, una divisió de Lift Holding d'Eisenach, Alemanya. Després de l'adquisició l'empresa es va traslladar al aeroport Kindel, prop d'Eisenach, on es porten a terme la inspecció final, els vols de prova i l'administració i l'enginyeria. Lars Joerges és el nou director general.
L'april de 2019 la companyia va anunciar dos nou models: el biplaça F2 i la versió per a 4 passatgers F4.

## Aeronaus
| Nom de model    | Primer vol | Número d'aeronaus produïdes | Tipus                                            |
| --------------- | ---------- | --------------------------- | ------------------------------------------------ |
| CTLS            | 2006       | >1800                       | LSA avioneta biplaça de llarg abast i ala alta   |
| C4              | 2015       | En desenvolupament          | Disseny de 4 places                              |
| CTSL-Supralight | 2013       |                             | Avió ultralleuger biplaça d'ala alta             |
| MC              | 2008       |                             | Avioneta esportiva biplaça metàl·lica d'ala alta |
| CTSW            | 2003       |                             | Avioneta biplaça d'ala alta i curta              |
| CTLE            | 2010       |                             | Avioneta policial biplaça d'ala alta             |
| CTHL            | 2010       |                             | Avioneta biplaça d'ala alta de material compost  |
| CT2K            | 1999       |                             | Avioneta biplaça d'ala alta de material compost  |
| KLA-100         | 2017       |                             | Avioneta biplaça d'ala baixa                     |
| Axxess          |            |                             | Ala Delta mono o biplaça                         |
| Exxtacy         |            |                             | Ala Delta monoplaça                              |
| A4              |            |                             | Parapent                                         |
| Stream          |            |                             | Parapent                                         |
| Boxtair         |            |                             | Parapent                                         |
| Twin            |            |                             | Parapent biplaça                                 |